# Michaił Aleksiejew (generał)
Michaił Wasiljewicz Aleksiejew (ros. Михаил Васильевич Алексеев, ur. 3 listopada?/15 listopada 1857 w Twerze, zm. 8 października 1918 w Jekaterynodarze) – generał armii Imperium Rosyjskiego, jeden z twórców i pierwszych dowódców białej Armii Ochotniczej.

## Życiorys

### Kariera wojskowa w Imperium Rosyjskim
Urodził się 15 listopada (3 listopada starego stylu) 1857 w guberni twerskiej w rodzinie wojskowego. Ukończył moskiewską junkierską szkołę piechoty w 1876 i Nikołajewską Akademię Sztabu Generalnego w 1890. Brał udział w wojnie rosyjsko-tureckiej 1877–1878. W latach 1896–1904 kierował katedrą historii wojskowości w Akademii Sztabu Generalnego. Od października 1904, podczas wojny rosyjsko-japońskiej zajmował stanowisko generalnego kwatermistrza 3 Armii Mandżurskiej, po zakończeniu działań wojennych powrócił do pracy wykładowcy Akademii.
W 1904 uzyskał stopień generała majora, a w 1908 generała porucznika. Od 1908 był szefem sztabu Kijowskiego Okręgu Wojskowego. W latach 1912–1914 dowodził 13  Korpusem wojsk.

### I wojna światowa i rewolucja
Po wybuchu I wojny światowej, początkowo od sierpnia 1914 został szefem sztabu Frontu Południowo-Zachodniego, otrzymując w październiku stopień generała piechoty (gienierał ot infanterii), następnie od marca 1915 był dowódcą wojsk Frontu Północno-Zachodniego. Od sierpnia 1915 do marca 1917 zajmował stanowisko szefa sztabu wodza naczelnego. Od objęcia stanowiska wodza naczelnego przez samego cara Mikołaja II w miejsce ks. Mikołaja Mikołajewicza jesienią 1915, na Aleksiejewie faktycznie spoczęło dowodzenie wszystkimi operacjami wojskowymi, gdyż car nie miał żadnego doświadczenia wojskowego. Aleksiejew nie był dobrze widziany na dworze, szybko przekonał się również, że względy polityczne niejednokrotnie były przy planowaniu działań armii rosyjskiej ważniejsze niż czynniki czysto militarne. Starał się być doradcą cara nie tylko w kwestiach wojskowych, tworzyć przeciwwagę dla wpływów Rasputina.
Był zwolennikiem monarchii, lecz w imieniu oficerów przekonał cara Mikołaja II do abdykacji. Jego poglądy polityczne były bliskie partii kadetów. Po rewolucji lutowej i obaleniu caratu w marcu 1917, przejściowo do maja stał na czele armii jako wódz naczelny. Przyjął to stanowisko, chociaż był już wtedy poważnie chory, a także pesymistycznie oceniał perspektywy dalszego rozwoju sytuacji w Rosji. Z powodu krytyki Rządu Tymczasowego został przeniesiony ponownie na stanowisko szefa sztabu wodza naczelnego.
Podczas tzw. puczu Korniłowa 30 sierpnia 1917 stanął po stronie Rządu Tymczasowego, polecił aresztować gen. Ławra Korniłowa i jego stronników, faktycznie jednak, kierując go do twierdzy w Bychowie, uratował go przed procesem o zdradę stanu. Pozostawał z aresztowanymi oficerami w stałym kontakcie. Następnie 11 września 1917 r. zrezygnował ze stanowiska.

### Współtwórca Armii Ochotniczej

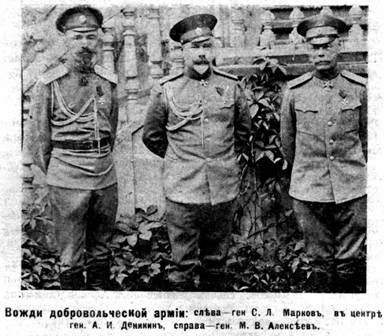
Dowódcy Armii Ochotniczej, od lewej Siergiej Markow, Anton Denikin, Michaił Aleksiejew

Po przewrocie bolszewickim (rewolucji październikowej), 13 listopada, Aleksiejew opuścił Piotrogród i dwa dni później dotarł do Nowoczerkaska, wzywając innych oficerów, za pośrednictwem swojego zaufanego, by uczynili to samo. Jeszcze wcześniej, pod koniec października 1917 pod jego kierownictwem powstała Aleksiejewska Organizacja. W Nowoczerkasku przystąpił do tworzenia zupełnie nowej formacji zbrojnej, która podjęłaby czynną walkę z bolszewikami. Dążył do uczynienia południa Rosji potężną bazą białych, starał się sprowadzać do Nowoczerkaska nie tylko wojskowych, ale i propagandzistów i dziennikarzy, a także stworzyć namiastkę rządu. Wbrew swoim rachubom, Aleksiejew nie zdołał zapoczątkować masowego ruchu antybolszewickiego. Większość mieszkańców Nowoczerkaska była nieprzychylna zamiarom oficerów, a liczba zgłaszających się do Armii Ochotniczej była mniejsza, niż Aleksiejew się spodziewał – zgłaszali się niemal wyłącznie wyżsi oficerowie rozproszonej armii carskiej, pewna grupa młodych oficerów oraz kadeci. Przez dwanaście tygodni przebywania w Nowoczerkasku, a następnie Rostowie nad Donem, skąd Aleksiejew na prośbę Aleksieja Kaledina wyparł zbrojne oddziały bolszewickie, biali nie osiągnęli spodziewanego poparcia. Uzyskali jedynie niewielkie wsparcie finansowe Ententy oraz rosyjskich kół biznesowych (chociaż Aleksiejew miał liczne kontakty wśród zamożnych Rosjan, otrzymał w końcu 1917 r. na tworzenie białej armii zaledwie kilka tysięcy rubli).
31 grudnia 1917 r. Aleksiejewska Organizacja oficjalnie przyjęła nazwę Armii Ochotniczej, a Aleksiejew i Korniłow, który przybył do Nowoczerkaska 19 grudnia, podzielili się przywództwem w ruchu białych. Korniłow został naczelnym dowódcą Armii, natomiast wszelkie sprawy administracyjne, finansowe oraz związane z kontaktami zewnętrznymi miał rozstrzygać Aleksiejew. Obaj zgodzili się również, by pełnię władzy nad Donem powierzyć Kaledinowi, a wszyscy trzej mieli tworzyć kierujący ruchem triumwirat decydujący wspólnie o najważniejszych kwestiach. W rzeczywistości Korniłow stale wtrącał się w zakres kompetencji Aleksiejewa, a między obydwoma stale dochodziło do ostrych sporów.
Tymczasem tworzona naprędce grupa wojsk czerwonych pod dowództwem Władimira Antonowa-Owsiejenki bezpośrednio zagroziła tworzącym się siłom białych, zmierzając w kierunku Nowoczerkaska i Rostowa. Nie chcąc dopuścić do całkowitego rozbicia tworzonych sił antybolszewickich, generałowie Korniłow i Aleksiejew postanowili opuścić obydwa ośrodki. Z decyzją taką nie chciał się pogodzić Kaledin, który odmówił odejścia znad Donu i 12 maja popełnił samobójstwo. Siły białych opuściły Rostów w uporządkowany sposób w nocy z 21 na 22 lutego, rozpoczynając pierwszy marsz kubański w kierunku Jekaterynodaru. Podczas szturmu Jekaterynodaru w kwietniu 1918 zginął Korniłow. Aleksiejew został wówczas szefem Rady Specjalnej – namiastki rządu.
8 października 1918 schorowany Aleksiejew (cierpiał m.in. na raka) zmarł w Jekaterynodarze. Jedynym przywódcą Armii Ochotniczej został wówczas Anton Denikin.
Został pochowany w Belgradzie.
Był odznaczony m.in. Orderem Świętego Włodzimierza II, III i IV klasy, Orderem św. Stanisława I, II i III klasy z Mieczami, Orderem św. Anny I, II, III i IV klasy, złotą szablą i wieloma innymi odznaczeniami.